# Championnat de France de basket-ball 1934-1935
Navigation
Saison précédente Saison suivante
La saison 1934-1935 du championnat de France de basket-ball Excellence est la 15e édition du championnat de France masculin de basket-ball. Le CA Mulhouse est titré champion de France.

## Présentation
Le championnat Excellence regroupe 32 équipes, les 20 qualifiés d'Excellence de 1933-1934 plus les 12 meilleurs du championnat d'Honneur. Pour la première fois, un championnat à élimination directe est mis en place en remplacement du précédent système de poules finales.
Le 1er tour est organisé le dimanche 13 décembre 1934. La finale a lieu le 28 avril 1935 au Stade Roland-Garros (Paris).
Les seize équipes éliminées au 1er tour prennent part au seizième de finale du championnat Honneur.

## Équipes participantes
Les 32 équipes présentes au 1er tour du championnat.
- Olympique lillois
- ASB Black Harriers
- FA Mulhouse
- ESJ Pathé-Natan
- Stade français
- Stade Bordelais UC
- CA Mulhouse
- CRO Lyon
- SAN Nice
- FOC Grenoble
- AS Saint-Hippolyte
- CAUFA Romilly
- JA Charleville
- US Suisse
- SCPO Paris
- Saint-Étienne Mulhouse
- SA Montrouge
- Tourcoing
- CAUFA Reims
- US Métro
- AS Montferrandaise
- FO Piscénois
- AS Stéphanoise
- AS Cannes
- SS Nilvange
- Paris UC
- FC Lyon
- AS Bon Conseil
- ASC Rennais
- CS Plaisance
- EAC Roubaix
- Saint-Charles Alfortville

## Phase finale
|  | Huitièmes de finale     | Huitièmes de finale   |                         |  | Quarts de finale               | Quarts de finale               |  |  | Demi-finales        | Demi-finales        |  |  | Finale                                     | Finale                                     |
|  | Huitièmes de finale     | Huitièmes de finale   |                         |  | Quarts de finale               | Quarts de finale               |  |  | Demi-finales        | Demi-finales        |  |  | Finale                                     | Finale                                     |
|  |                         |                       |                         |  |                                |                                |  |  |                     |                     |  |  |                                            |                                            |
|  | 3 février 1935, Paris   | 3 février 1935, Paris |                         |  | 24 février 1935, Fontainebleau | 24 février 1935, Fontainebleau |  |  | 31 mars 1935, Paris | 31 mars 1935, Paris |  |  | 28 avril 1935, Paris (Stade Roland-Garros) | 28 avril 1935, Paris (Stade Roland-Garros) |
|  | 3 février 1935, Paris   | 3 février 1935, Paris |                         |  | 24 février 1935, Fontainebleau | 24 février 1935, Fontainebleau |  |  | 31 mars 1935, Paris | 31 mars 1935, Paris |  |  | 28 avril 1935, Paris (Stade Roland-Garros) | 28 avril 1935, Paris (Stade Roland-Garros) |
|  | AS Montferrandaise      |                       |                         |  | 24 février 1935, Fontainebleau | 24 février 1935, Fontainebleau |  |  | 31 mars 1935, Paris | 31 mars 1935, Paris |  |  | 28 avril 1935, Paris (Stade Roland-Garros) | 28 avril 1935, Paris (Stade Roland-Garros) |
|  |                         |                       |                         |  | 24 février 1935, Fontainebleau | 24 février 1935, Fontainebleau |  |  | 31 mars 1935, Paris | 31 mars 1935, Paris |  |  | 28 avril 1935, Paris (Stade Roland-Garros) | 28 avril 1935, Paris (Stade Roland-Garros) |
|  | SCPO Paris              |                       |                         |  | 24 février 1935, Fontainebleau | 24 février 1935, Fontainebleau |  |  | 31 mars 1935, Paris | 31 mars 1935, Paris |  |  | 28 avril 1935, Paris (Stade Roland-Garros) | 28 avril 1935, Paris (Stade Roland-Garros) |
|  | AS Montferrandaise      | 22                    |                         |  |                                |                                |  |  | 31 mars 1935, Paris | 31 mars 1935, Paris |  |  | 28 avril 1935, Paris (Stade Roland-Garros) | 28 avril 1935, Paris (Stade Roland-Garros) |
|  | AS Montferrandaise      | 22                    | 3 février 1935, Paris   |  |                                |                                |  |  | 31 mars 1935, Paris | 31 mars 1935, Paris |  |  | 28 avril 1935, Paris (Stade Roland-Garros) | 28 avril 1935, Paris (Stade Roland-Garros) |
|  |                         | Olympique lillois     | 37                      |  |                                |                                |  |  | 31 mars 1935, Paris | 31 mars 1935, Paris |  |  | 28 avril 1935, Paris (Stade Roland-Garros) | 28 avril 1935, Paris (Stade Roland-Garros) |
|  | Olympique lillois       | Olympique lillois     | 37                      |  |                                |                                |  |  | 31 mars 1935, Paris | 31 mars 1935, Paris |  |  | 28 avril 1935, Paris (Stade Roland-Garros) | 28 avril 1935, Paris (Stade Roland-Garros) |
|  | 24 février 1935, Reims  |                       |                         |  |                                |                                |  |  | 31 mars 1935, Paris | 31 mars 1935, Paris |  |  | 28 avril 1935, Paris (Stade Roland-Garros) | 28 avril 1935, Paris (Stade Roland-Garros) |
|  | Stade français          |                       |                         |  |                                |                                |  |  | 31 mars 1935, Paris | 31 mars 1935, Paris |  |  | 28 avril 1935, Paris (Stade Roland-Garros) | 28 avril 1935, Paris (Stade Roland-Garros) |
|  | Olympique lillois       | 46                    |                         |  |                                |                                |  |  |                     |                     |  |  | 28 avril 1935, Paris (Stade Roland-Garros) | 28 avril 1935, Paris (Stade Roland-Garros) |
|  | Olympique lillois       | 46                    | 3 février 1935, Roubaix |  |                                |                                |  |  |                     |                     |  |  | 28 avril 1935, Paris (Stade Roland-Garros) | 28 avril 1935, Paris (Stade Roland-Garros) |
|  |                         | JA Charleville        | 19                      |  |                                |                                |  |  |                     |                     |  |  | 28 avril 1935, Paris (Stade Roland-Garros) | 28 avril 1935, Paris (Stade Roland-Garros) |
|  | JA Charleville          | JA Charleville        | 19                      |  |                                |                                |  |  |                     |                     |  |  | 28 avril 1935, Paris (Stade Roland-Garros) | 28 avril 1935, Paris (Stade Roland-Garros) |
|  | 31 mars 1935, Mulhouse  |                       |                         |  |                                |                                |  |  |                     |                     |  |  | 28 avril 1935, Paris (Stade Roland-Garros) | 28 avril 1935, Paris (Stade Roland-Garros) |
|  | EAC Roubaix             |                       |                         |  |                                |                                |  |  |                     |                     |  |  | 28 avril 1935, Paris (Stade Roland-Garros) | 28 avril 1935, Paris (Stade Roland-Garros) |
|  | JA Charleville          | 34                    |                         |  |                                |                                |  |  |                     |                     |  |  | 28 avril 1935, Paris (Stade Roland-Garros) | 28 avril 1935, Paris (Stade Roland-Garros) |
|  | JA Charleville          | 34                    | 3 février 1935, Lyon    |  |                                |                                |  |  |                     |                     |  |  | 28 avril 1935, Paris (Stade Roland-Garros) | 28 avril 1935, Paris (Stade Roland-Garros) |
|  |                         | CAUFA Reims           | 26                      |  |                                |                                |  |  |                     |                     |  |  | 28 avril 1935, Paris (Stade Roland-Garros) | 28 avril 1935, Paris (Stade Roland-Garros) |
|  | CAUFA Reims             | CAUFA Reims           | 26                      |  |                                |                                |  |  |                     |                     |  |  | 28 avril 1935, Paris (Stade Roland-Garros) | 28 avril 1935, Paris (Stade Roland-Garros) |
|  | 24 février 1935, Troyes |                       |                         |  |                                |                                |  |  |                     |                     |  |  | 28 avril 1935, Paris (Stade Roland-Garros) | 28 avril 1935, Paris (Stade Roland-Garros) |
|  | SAN Nice                |                       |                         |  |                                |                                |  |  |                     |                     |  |  | 28 avril 1935, Paris (Stade Roland-Garros) | 28 avril 1935, Paris (Stade Roland-Garros) |
|  | Olympique lillois       | 32                    |                         |  |                                |                                |  |  |                     |                     |  |  |                                            |                                            |
|  | Olympique lillois       | 32                    | 3 février 1935, Paris   |  |                                |                                |  |  |                     |                     |  |  |                                            |                                            |
|  |                         | CA Mulhouse           | 40                      |  |                                |                                |  |  |                     |                     |  |  |                                            |                                            |
|  | CA Mulhouse             | CA Mulhouse           | 40                      |  |                                |                                |  |  |                     |                     |  |  |                                            |                                            |
|  |                         |                       |                         |  |                                |                                |  |  |                     |                     |  |  |                                            |                                            |
|  | SA Montrouge            |                       |                         |  |                                |                                |  |  |                     |                     |  |  |                                            |                                            |
|  | CA Mulhouse             | 38                    |                         |  |                                |                                |  |  |                     |                     |  |  |                                            |                                            |
|  | CA Mulhouse             | 38                    | 3 février 1935, Le Mans |  |                                |                                |  |  |                     |                     |  |  |                                            |                                            |
|  |                         | AS Saint-Hippolyte    | 25                      |  |                                |                                |  |  |                     |                     |  |  |                                            |                                            |
|  | AS Saint-Hippolyte      | AS Saint-Hippolyte    | 25                      |  |                                |                                |  |  |                     |                     |  |  |                                            |                                            |
|  | 24 février 1935, Nancy  |                       |                         |  |                                |                                |  |  |                     |                     |  |  |                                            |                                            |
|  | AS Cheminots Rennais    |                       |                         |  |                                |                                |  |  |                     |                     |  |  |                                            |                                            |
|  | CA Mulhouse             | 28                    |                         |  |                                |                                |  |  |                     |                     |  |  |                                            |                                            |
|  | CA Mulhouse             | 28                    | 3 février 1935, Paris   |  |                                |                                |  |  |                     |                     |  |  |                                            |                                            |
|  |                         | FA Mulhouse           | 27                      |  |                                |                                |  |  |                     |                     |  |  |                                            |                                            |
|  | Paris UC                | FA Mulhouse           | 27                      |  |                                |                                |  |  |                     |                     |  |  |                                            |                                            |
|  |                         |                       |                         |  |                                |                                |  |  |                     |                     |  |  |                                            |                                            |
|  | FC Lyon                 |                       |                         |  |                                |                                |  |  |                     |                     |  |  |                                            |                                            |
|  | Paris UC                |                       |                         |  |                                |                                |  |  |                     |                     |  |  |                                            |                                            |
|  | 3 février 1935, Lyon    |                       |                         |  |                                |                                |  |  |                     |                     |  |  |                                            |                                            |
|  |                         | FA Mulhouse           |                         |  |                                |                                |  |  |                     |                     |  |  |                                            |                                            |
|  | FA Mulhouse             |                       |                         |  |                                |                                |  |  |                     |                     |  |  |                                            |                                            |
|  |                         |                       |                         |  |                                |                                |  |  |                     |                     |  |  |                                            |                                            |
|  | AS Saint-Étienne        |                       |                         |  |                                |                                |  |  |                     |                     |  |  |                                            |                                            |
|  |                         |                       |                         |  |                                |                                |  |  |                     |                     |  |  |                                            |                                            |